# Kosovarisch-osttimoresische Beziehungen
Die Staaten Kosovo und Osttimor unterhalten diplomatische Beziehungen.

## Geschichte
Im Kosovokrieg intervenierten NATO-Truppen in der Operation Allied Force ohne UN-Mandat vom 24. März bis zum 9. Juni 1999 im damals zu Jugoslawien gehörenden Gebiet, um den Konflikt zu beenden. Mit Hilfe der KFOR wurde ein Protektorat der Vereinten Nationen unter der United Nations Interim Administration Mission in Kosovo (UNMIK) und 2008 in die Unabhängigkeit entlassen. Diese wird von 117 Staaten anerkannt, nicht aber vom Nachbarn Serbien, zu dessen Staatsgebiet Kosovo innerhalb des damaligen Jugoslawiens gehörte. An der UNMIK beteiligte sich auch Osttimor.
Osttimor war seit 1975 von Indonesien besetzt und galt international noch als portugiesisches Territorium. In Osttimor kämpfte die Forças Armadas de Libertação Nacional de Timor-Leste (FALINTIL) gewaltsam gegen die Besatzer. In einem von den Vereinten Nationen initiiertem Referendum am 30. August 1999 sprach sich die Mehrheit der Osttimoresen für die Unabhängigkeit aus. Indonesische Sicherheitskräfte und Milizen ließen Osttimor daraufhin nochmals in einer Gewaltwelle versinken, bis in UN-Auftrag unter australischer Führung die INTERFET die Kontrolle übernahm und sich Indonesien aus Osttimor zurückzog. Osttimor kam unter die Übergangsverwaltung der Vereinten Nationen (UNTAET) und wurde am 20. Mai 2002 in die Unabhängigkeit entlassen. Zum ehemaligen Besatzer Indonesien und zur alten Kolonialmacht Portugal bestehen freundschaftliche Beziehungen.
Am 26. Mai 2009 gab es in New York ein Treffen zwischen dem kosovarischen Außenminister Skënder Hyseni und dem Ständigen Vertreter Osttimors bei den Vereinten Nationen Nelson Santos. Santos versicherte darin, dass es nur eine Frage der Zeit sei, dass Osttimor den Kosovo als Staat anerkennen würde. Die Unabhängigkeit Kosovos sei „irreversibel“.

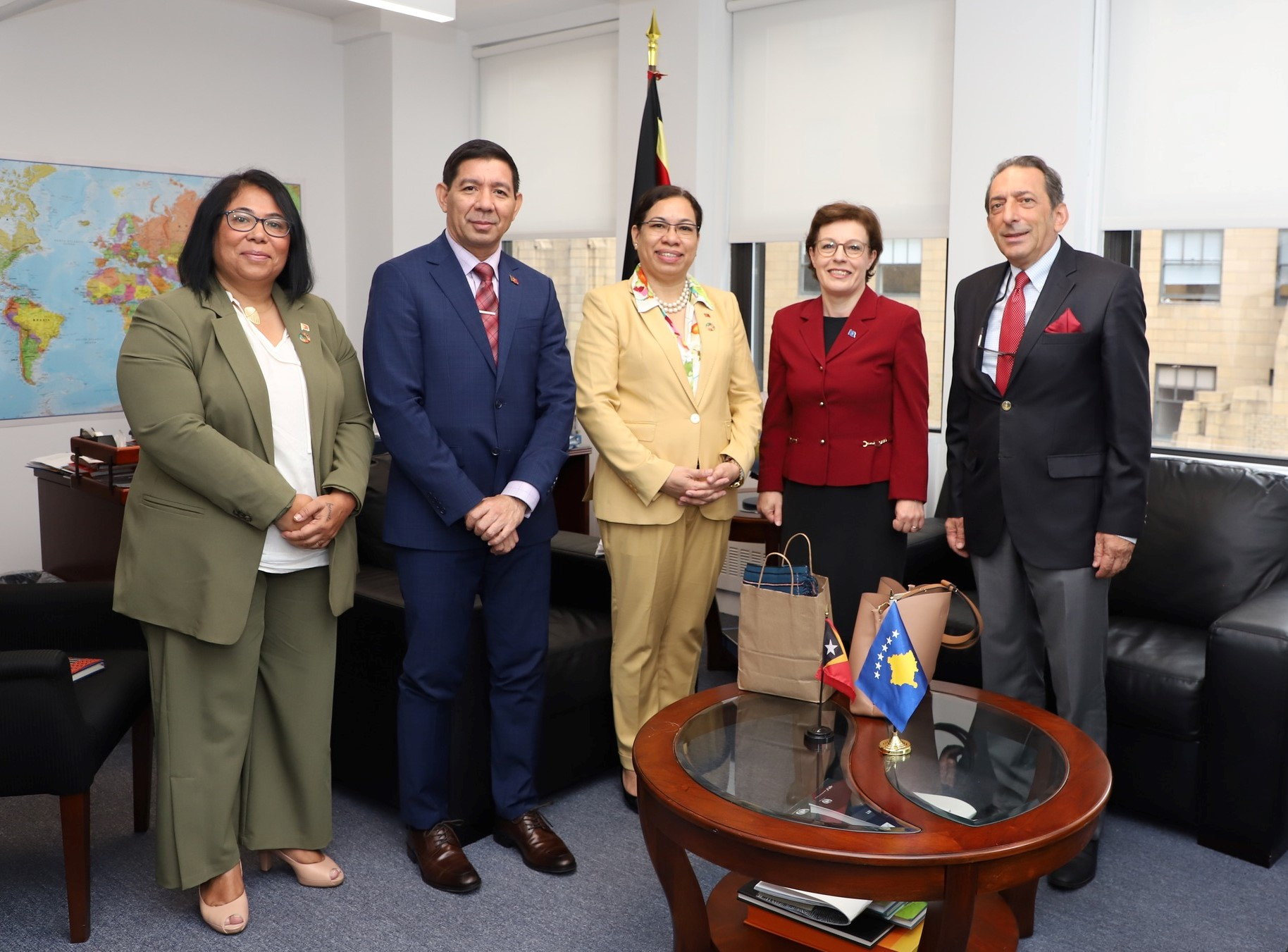
Treffen der Außenministerinnen Adaljíza Magno und Donika Gërvalla-Schwarz in New York (2022)

Am 15. September 2012 begann Kosovos Außenminister Enver Hoxhaj einen zweitägigen Besuch in Osttimor auf Einladung des osttimoresischen Außenministers José Luís Guterres. Er nannte die Anerkennung des Kosovos eine „Herzensangelegenheit“.
Am 9. November 2012 erfolgte die offizielle Anerkennung des Kosovos durch Osttimor und die offizielle Aufnahme diplomatischer Beziehungen. Sie sind der Grund, dass er bis 2021 keine diplomatischen Beziehungen zwischen Osttimor und Serbien gab.

## Diplomatie

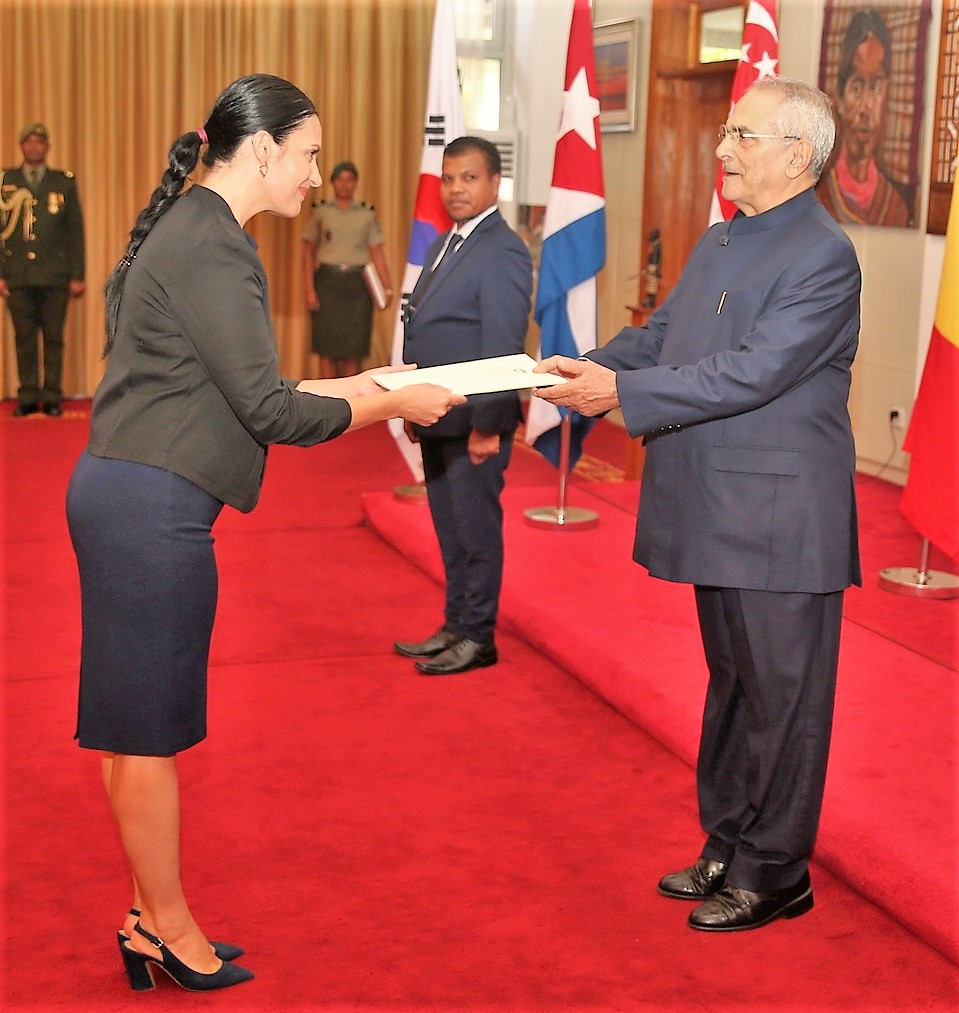
Jetmira Berdynaj Shala übergibt ihre Akkreditierung an José Ramos-Horta (2023)

Keiner der beiden Staaten hat eine Auslandsvertretung in dem anderen Land. Osttimor hat Botschaften in Rom, Genf und Brüssel und Honorarkonsulate in Ankara und Istanbul. Die nächstgelegene Botschaft des Kosovo für Osttimoresen befindet sich in Canberra.

## Einreisebestimmungen
Staatsbürger Osttimors dürfen in den Kosovo für 90 Tage ohne Visum einreisen.

## Wirtschaft
Für 2018 gibt das Statistische Amt Osttimors keine Handelsbeziehungen zwischen Osttimor und dem Kosovo an.